# Sàmóyá
Sàmó (pl. Sàmóyá; Samo, Kalemse, Samoma), jedan od naroda iz skupine Gur, naseljen u Burkini Faso u distriktu Sourou i u najmanje šest sela u Maliju, to su Dian, Sougou, Zon, Ponghon, Gako i Soyma. Narod Samo naziva se administrativno i Kalemse (sing. Kalenga). Oni govore jezikom kalamsé, koji ima dva dijalekta, istočni ili kasoma i zapadni ili logremma. Populacija im iznosi preko 20.000, od čega svega 1.200 u Maliju, a ostali u Burkini Faso. Vjera muslimanska. 

## Vanjske poveznice
- Mission Atlas Project  Arhivirana inačica izvorne stranice od 2. prosinca 2010. (Wayback Machine)